# Distrito de Otuzco
El distrito de Otuzco es uno de los diez que conforman la provincia de Otuzco, ubicada en el departamento de La Libertad, en el Norte del Perú.
Desde el punto de vista jerárquico de la Iglesia católica forma parte de la Arquidiócesis de Trujillo.

## Historia
El distrito fue creado en los primeros años de la República.

### De villa a capital provincial y ciudad
La creación inicial de la provincia se dio gracias a la insistencia de los otuzcanos, José Corcuera (diputado por la provincia de Huamachuco) y Enemecio Orbegoso (hijo del presidente Mariscal Luis José Orbegoso), quienes en el año 1856 presentaron un proyecto de ley, el cual fue denegado, y posteriormente siguieron realizando gestiones hasta el año de 1860 en que nuevamente presentaron un segundo proyecto de ley que sí fue aceptado por el Congreso de la República el 17 de abril de 1861, fecha en que se dictó la "Ley de creación de la provincia de Otuzco", en el Departamento de La Libertad. Esta ley fue refrendada por el entonces Presidente de la República, mariscal Ramón Castilla, el 25 de abril de 1861.
Esta misma ley fue la que dividió a la provincia de Huamachuco en dos, y creó la provincia de Otuzco. Esta ley la señaló como capital de la nueva provincia, con el título de "villa" y luego por ley del 15 de noviembre de 1890, esta "villa" fue elevada a la categoría de "ciudad".

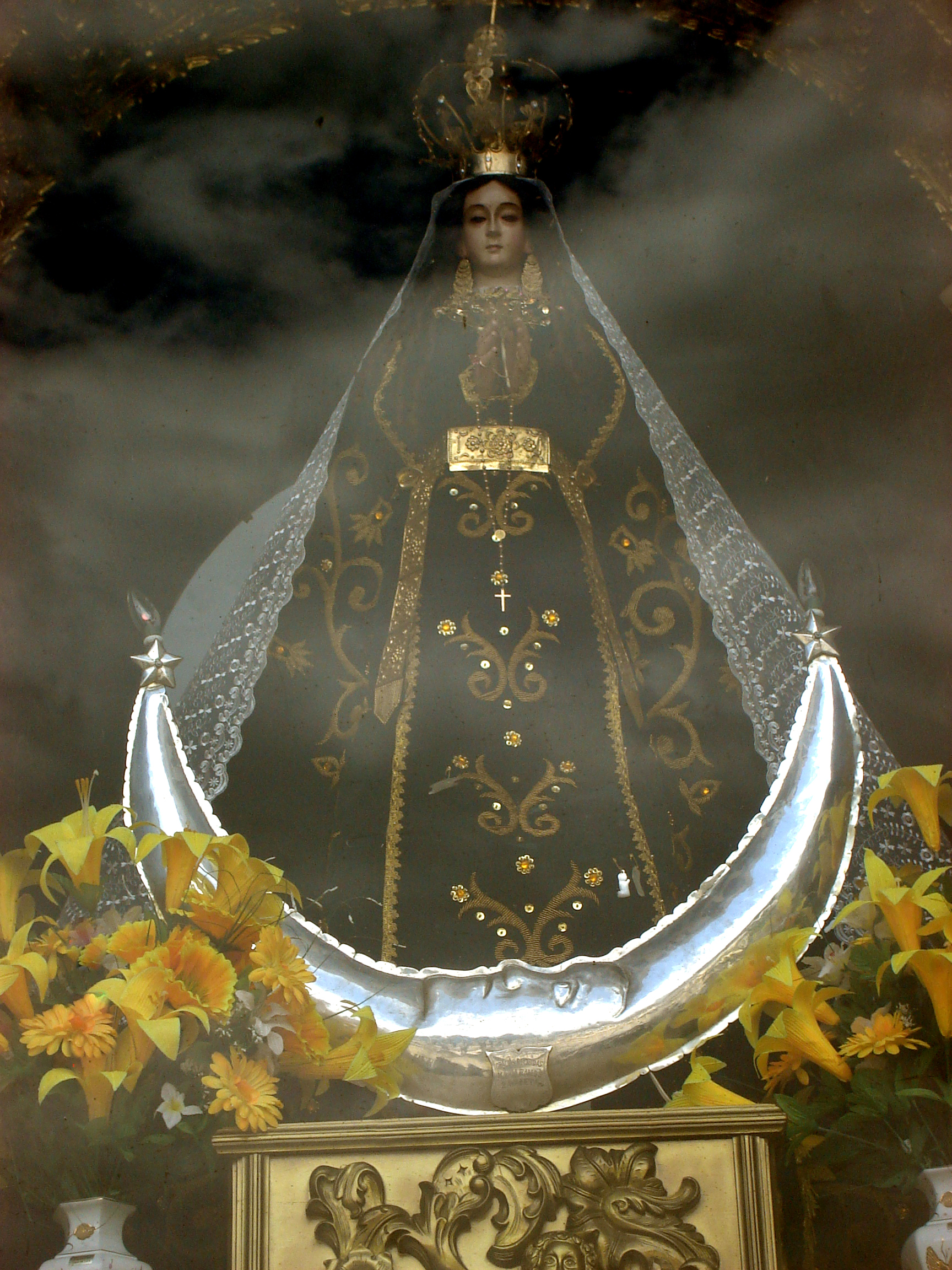
Virgen de la Puerta, Otuzco

### Actualidad
La ciudad de Otuzco en el Departamento de La Libertad es capital de la provincia del mismo nombre. En este comarca primitivamente poblada por Yungas y Quechuas. Su existencia es tan antigua como la aparición de los primeros grupos humanos en el Departamento de La Libertad.
A lo largo de la historia ha pasado por diversas categorías, primero que solamente era nombre, posteriormente parroquia, curato, pueblo y en el advenimiento de la República, al ser creada la Provincia de Otuzco, ascendió a la categoría legal de Villa. Actualmente ostenta la categoría de "Ciudad", por Ley del 15 de noviembre de 1890.
Otuzco es una ciudad andina poblada por los descendientes de los antiguos nombres del Perú, cuyas sangres se mezclaron con los venidos de España, desde los primeros años de dominación española. Su población actualmente es mestiza y su aspecto urbano ha cambiado mucho desde el año 1940, también sus personas han evolucionado de los antiguos hombres que forman los grupos de "sociedad".

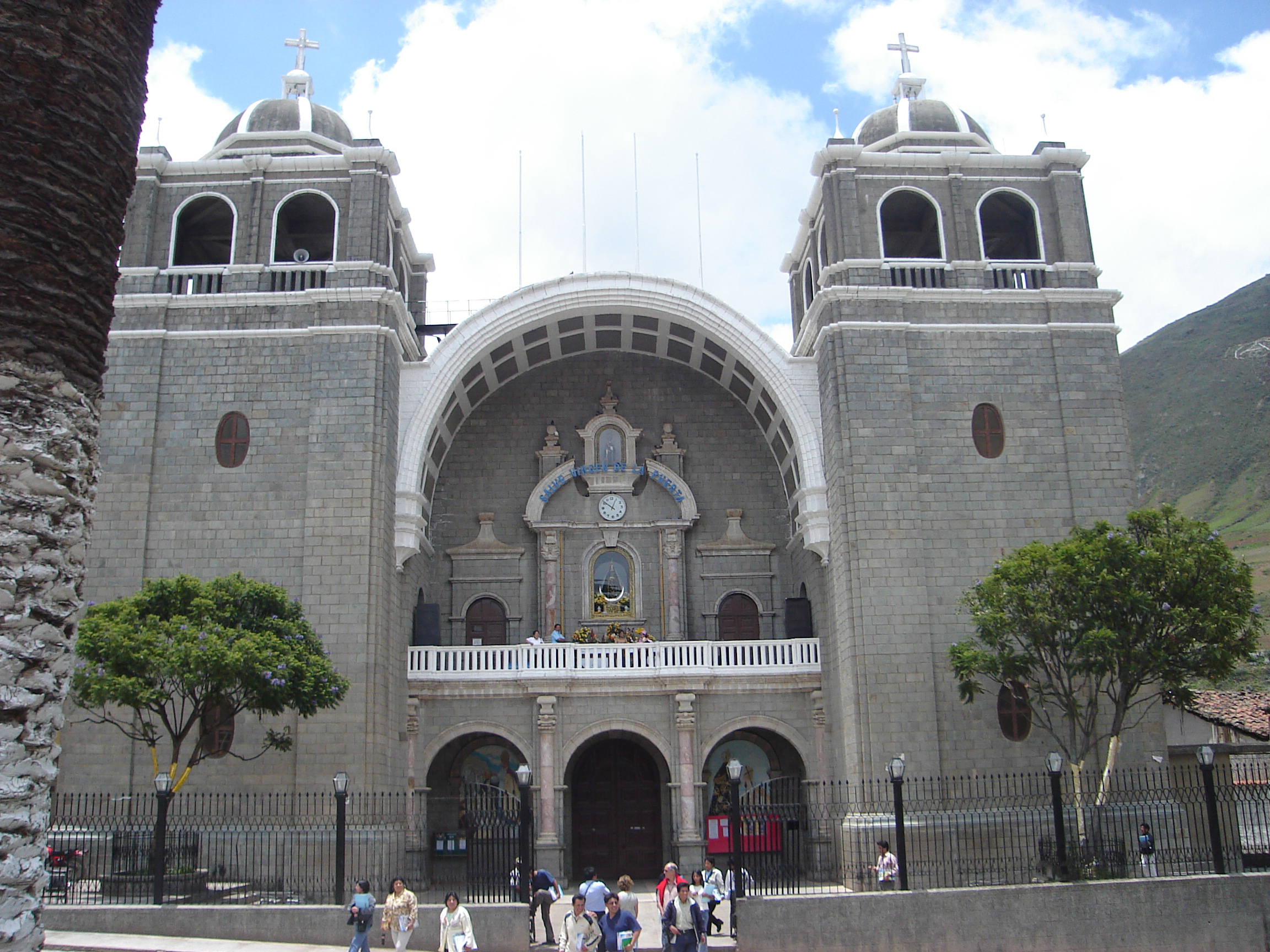
Iglesia de la Virgen de la Puerta

Nuevas fisonomías circulan por las calles, sus antiguos hijos se han ido, algunas de sus tradicionales costumbres se han perdido. Pero como una concepción condicionada por esta transformación, han irrumpido en ellas las costumbres campesinas por sus edificaciones de puertas y ventanas estrechas  y caprichosamente confeccionadas, sin respetar el trazo urbano, por sus campesinas formas de vivir encaminadas al logro de materiales inmediatos, que permiten a los hombres ascender a lugares estractos de la sociedad; con el rendimiento rural que se manifiestan en la ostentación de vestir, en la rusticidad del trato y que basta saberse mayoría en el grupo humano de la ciudad.
La ciudad sufre el actual proceso del cambio producido por la irrupción campesina a la vida urbana. "Las Nuevas Olas" del agitado proceso de transculturización que vivimos.
De esta ciudad cuyos hijos salen el primero de mayo de cada año a dominar costumbres y "sentir" la salida del sol para mirar más amplios horizontes y que son capaces de ser dueños de sí mismos; Otuzco tiene su origen en la difusión de la Fe Cristiana; es la creación de los Padres Agustinos que se internaron en nuestro Departamento que de su excelente ubicación geográfica que le ha deparado el destino de ser puerta de entrada para el interior de la Libertad y de salida hacia la costa Liberteña. El origen de Otuzco Español.
La "Ermita" en efecto, fue la célula germinal de Otuzco, como cuenta la tradición. Allí existen todavía los restos de la antigua Capilla de los Agustinos que escogieron el lugar como sentido de estrategia ya que desde allí se denomina el antiguo indígena poblado de Tupullo. Así como las quebradas de los ríos de Huangamarca y Pollo, y de Otuzco en un amplio sector; tiene el agua del manantial de “PUQUIO” y tierras de cultivo en su periferia, es decir todas las condiciones necesarias para ser la semilla germinal de una ciudad, donde los cansados caminantes encontrarían y seguirán encontrando paz para sus andanzas y reconfortamiento espiritual para las angustias terrenales.
El ingeniero Armas, publica en el “Regional”, sobre antiguos documentos que todavía existen de éstos primitivos Agustinos, se asegura que desde que implantó la primera Cruz, símbolo de fe católica, en esta naciente Villa de Otuzco, se dignó como su Patrona y Protectora a la Inmaculada Concepción de la Virgen María, así lo atestiguan las primeras partidas en el más ventusto lejano existente en el archivo Parroquial, como por ejemplo la primera partida de matrimonio acertada por Fr. Pedro de la Fuente en febrero de 1611, y la primera partida de bautismo asentada por el mismo religioso el 9 de febrero del mismo año en la que puso el agua bautismal el indígena Francisco Pachacamango de la Pacaha de Uchuc; partida que comienza de idéntica manera. Es así que la documentación del archivo muestra que la villa de Otuzco iba progresando.
Tal que la documentación existe sobre los indígenas de esta ciudad cuyo nacimiento ocurre bajo la vocación de la madre de Cristo y el que remonta probablemente a más de 370 años.

## Geografía
Se ubica en la región de la sierra, sobre una superficie de 444,13  km². Incluye los caseríos de Allacday, Bellavista, Bellavista, Pampa Grande, Campo Nuevo, Pichampampa, Carnachique, Pollo, Cayanchal, Pusunchas, Ciénego Grande, Samne, Cuyunday, San Franciso del Suro, Chagapampa, San Isidro, El Provenir, San Martín, Huacaday, Sanchique, La Libertad, Surupampa, Llaúgueda, Suyupampa, Machigón, Tarnihual, Magdalena de Purruchaga, Trigopampa, Miguel Grau, Usgarat, Monte de Armas Alto, Pueblo Nuevo, Monte de Armas Bajo y Tres Cerros.

## Demografía
Otuzco tiene 25 265 habitantes, lo que representa un 28.4 % respecto a la provincia. 

## Autoridades

### Municipales
2019 - 2022
- Alcalde: Prof. Heli Adan Verde Rodríguez , del Partido democrático  Somos Perú(Sm).
- Regidores: Gregorio Sandoval Prado ,Jhonder Villegas Ibanez, Gilberto Euclides Ibañez Gonzales,Johnny Edgardo Otiniano Armas, Edgar Perales Herrera, Walter Andrés Alayo Chávez, Mirian Aída Gutiérrez Contreras, Federico Álvaro Castillo Gutierrez,Deysi Mireli Ávalos Contreras

- 2015 - 2018[3]
  - Alcalde: Ing. Luis Francisco Rodríguez Rodríguez, del Partido Restauración Nacional (RN).
  - Regidores: Julio Enrique Segura Soto (RN), Elio Elmer Chaupe Hernando (RN), Kremers Antonio Villarreal Salirrosas (RN), Víctor Michel Espínola Marcelo (RN), Merly Zenabel Rodríguez Castro (RN), Santos Agapito Gerónimo Polo (RN), Uvar Víctor Alvarado Rodríguez, Jesús Cosme Joaquín Ruiz, Dulmer Johnn Sánchez Alfaro.[4]

### Policiales
- Comisario: Mayor PNP.

### Religiosas
- Arquidiócesis de Trujillo[5]
  - Arzobispo de Trujillo: Monseñor Héctor Miguel Cabrejos Vidarte, OFM.[6]
- Parroquia Virgen de Otuzco
  - Párroco: Pbro.

## Instituciones financieras
- Agencia Caja Trujillo.
- Agencia Banco de la Nación.
- Agencia Caja Piura.
- Financiera Mi Credit Perú
- Agencia MiBanco
- Microfinaciera AMA

## Instituciones Educativas
- Sede de la Universidad Nacional de Trujillo.
- Instituto de Formación Docente "Nuestra Señora de la Asunción".
- Instituto Superior Tecnológico de Otuzco.
- Instituto Superior Pedagógico Privado Ciro Alegría.

## La Virgen de la Puerta
Patrona de Otuzco, se le atribuye el milagro de librar de piratas holandeses las localidades de La Libertad.